# Gustava Andersson
Gustava Andersson, född 1831 i Lövö, Vårdö, död 1913, även känd som "Stava-Moster", var en åländsk föreståndarinna.
Hon var Sjömanshemsföreningens i Mariehamnsföreningen i Mariehamn första föreståndarinna från grundandet år 1884 till 1906.
Under sitt liv hade hon hundratals sjömän inkvarterade i sitt hem.